# Citizens’ Commission to Investigate the FBI
Die Citizens’ Commission to Investigate the FBI (englisch für etwa Bürgerkommission zur Untersuchung des FBI) war eine Gruppe von Aktivisten, die der politischen Linken angehören. Ihre einzige der Öffentlichkeit bekannte Aktion ist der Einbruch am 8. März 1971 in das Büro des Federal Bureau of Investigation (FBI) in Media, Pennsylvania, bei dem die Akteure über 1000 geheime Dokumente stahlen.
Teile der Papiere wurden darauf an verschiedene US-amerikanische Zeitungen versendet, welche dann die aufbereiteten Informationen in der Regel partiell veröffentlichten. Die erste vollständige Veröffentlichung erfolgte 1972 durch ein Printmedium, das der War Resisters League nahestand.
Diese Dokumente belegten eine Vielzahl von größtenteils illegalen verdeckten Operation des FBIs gegenüber politisch unliebsamen Gruppierungen, bekannt ist die Operation COINTELPRO, die vom Church Committee aufgearbeitet wurde.
Im Januar 2014 erschien ein Buch der Journalistin Betty Medsger über den Einbruch und die Aktivisten: „The Burglary: The discovery of J. Edgar Hoover’s Secret F.B.I.“. Darin erklärten vier der noch lebenden Mitglieder der Gruppe Details und erzählten die Geschichte der Gruppe aus ihrer Sicht. Im Rahmen der Pressevorstellung des Buches sprachen die vier mit der New York Times. Medsger war die erste Journalistin, die aus dem 1971 zugesandten Material einen Artikel verfasste, der in der Washington Post erschien.
Die Taten sind seit 1976 verjährt.

## Mitglieder
Die Identität der Mitglieder konnte während der fünf Jahre dauernden Ermittlung nicht geklärt werden, es gab weder Beweise noch Beschuldigte, lediglich eine Person der Gruppe wurde überhaupt verdächtigt.
Folgende fünf Personen sind als Mitglieder der Gruppe in Erscheinung getreten:
- William Davidon (* 1927; † 8. November 2013) – Führungsperson des Komitees und der Initiator des Einbruchs.
- John C. Raines – Professor für Religion der Temple University
- Bonnie Raines
- Robert Williamson
- Keith Forsyth

William Davidons Name wurde von den vier lebenden Mitgliedern veröffentlicht, da er nach deren Angabe beabsichtigte, selbst diesen Schritt zu gehen, aber vorher verstarb. Seine ursprüngliche Motivation war die Frustration, die sich auf Grund des jahrelangen geringen Erfolges der Demonstrationen, die durch ihn als zentraler Figur der Friedensbewegung organisiert waren, anhäufte.

“It looks like we’re terribly reckless people. But there was absolutely no one in Washington — senators, congressmen, even the president — who dared hold J. Edgar Hoover to accountability. It became pretty obvious to us, that if we don’t do it, nobody will.”

„Es sieht so aus, als wären wir draufgängerische Personen, aber es gab absolut niemanden in Washington – Senatoren, Kongressmitglieder, nichtmal der Präsident, der J. Edgar Hoover zur Rechenschaft ziehen wollte. Es wurde uns klar: Wenn nicht wir, wird niemand etwas tun.“

Ursprünglich zählte die Gruppe neun Personen, ein Mitglied zog sich frühzeitig zurück. Nach dem 8. März trafen nie wieder alle Mitglieder der Gruppe zusammen aufeinander.

## Der Einbruch

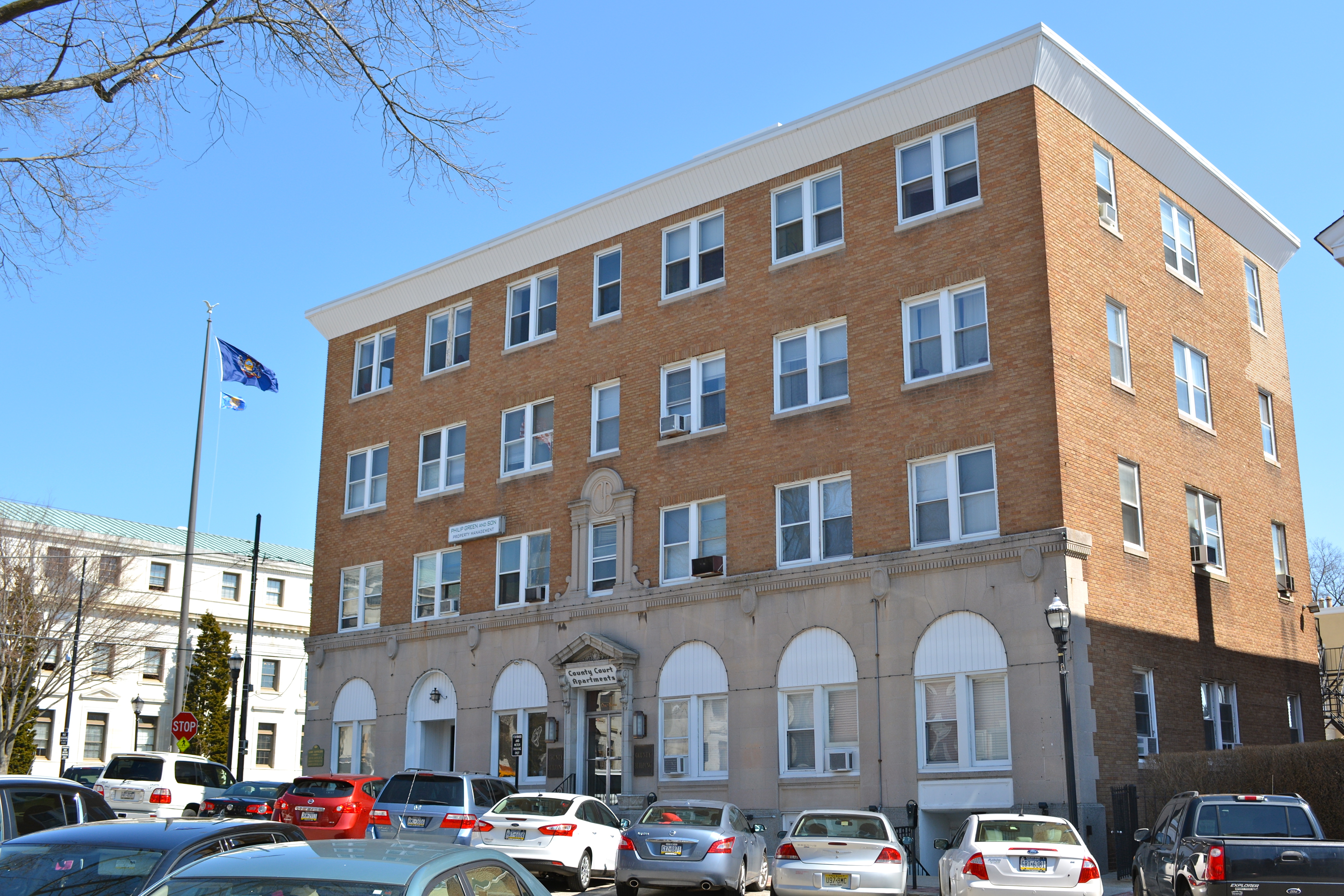
Gebäude auf One Veteran’s Square, Media, Pennsylvania mit dem Delaware County Courthouse im Hintergrund. Dieses jetzt als Mietshaus dienende Objekt war das Ziel des Einbruchs vom 8. März 1971 in das lokale FBI-Büro, der zur Aufdeckung des CoIntelPro-Programms führte.

### Vorbereitung
Ursprünglich war die Zentrale des FBIs in Philadelphia selbst das Zielobjekt, das Risiko erschien jedoch zu groß, um dort einen Einbruch vorzunehmen. Nach Abwägungen, ob das Regionalbüro überhaupt interessante Dokumente habe und sich das Risiko der Straftat überhaupt lohne, wurde das Gebäude in Media als Ziel gewählt.
Vor der eigentlichen Tat wurde das Gebäude  1 Veterans Sq, Media, PA über einen monatelangen Zeitraum observiert und die örtlichen Gegebenheiten ausgekundschaftet: Durch wiederholtes Aufsuchen zu verschiedenen Tageszeiten konnten Verhaltensmuster von Anwohnern und Angestellten abgeleitet werden.

„We knew when people came home from work, when their lights went out, when they went to bed, when they woke up in the morning, we were quite certain that we understood the nightly activities in and around that building.“

„Wir wussten wann die Leute von der Arbeit nach Hause kamen, wann ihre Lichter aus- und sie ins Bett gingen, wann sie aufwachten. Wir waren ziemlich sicher, dass wir die nächtlichen Aktivitäten um das Gebäude verstanden.“

Bonnie Raines betrat das Büro des FBIs Wochen vor der Aktion im Rahmen eines fingierten Interesses an Karrieremöglichkeiten vor Ort. Dabei stellte sie die augenscheinliche Abwesenheit von Alarmanlagen fest.

### Umsetzung
Die Gruppe wählte die Nacht des 8. März, da sie auf Grund des Boxkampfes Fight of the Century weniger Passanten vor dem Zielgebäude vermutete und auf eine Ablenkung des Wachpersonals durch die Live-Radioübertragung hofften.
Keith Forsyth sollte die Fronttür mittels Lockpicking öffnen, scheiterte aber an dem verwendeten Schloss. Mittels roher Gewalt hebelte er stattdessen eine Seitentür auf. Alle Beteiligten trugen Handschuhe, als sie die Papiere und Akten in mitgebrachte Koffer legten. Draußen standen Fluchtwagen bereit, die in unterschiedliche Richtungen fuhren, bevor sich die Insassen am vereinbarten Treffpunkt, einem Bauernhof, trafen, um die gestohlenen Dokumente auszuwerten.
Ausgewählte Papiere wurden an verschiedene Zeitungen gesendet, welche von Veröffentlichungen teilweise wegen Unmoral absahen. Federführend in der Aufbereitung waren die Washington Post, die vorerst 14 Dokumente erhielt und später die New York Times. Am 24. März 1971 veröffentlichte Betty Medsger den ersten Artikel, nachdem der Attorney General John Mitchell noch versuchte, die Veröffentlichung zu verhindern: Er berief sich auf die „Gefährdung von Leben amerikanischer Staatsbürger“. Mitchell wurde später wegen illegaler Machenschaften während seiner Verstrickung in die Watergate-Affäre verurteilt.

## Nachspiel
Nach anfänglichem Zweifel über die Qualität der Beute stellte sich schnell heraus, dass die Dokumente harte Fakten über nachrichtendienstliche Operationen enthielten, die eine große Bandbreite an illegalen Unterfangen belegten. Insbesondere linksgerichtete Organisationen waren das Ziel von illegalen Diskreditierungen, Manipulationen und Überwachung.

„The intent of Cointelpro was to destroy lives and ruin reputations.“

„Die Absicht von Cointelpro war, Leben zu zerstören und Reputationen zu ruinieren“

Durch diese und darauf folgende Veröffentlichungen, die auch von anderen Aktivisten und Whistleblowern ermöglicht wurde, kam es in den frühen 1970er Jahren zu einer Reihe von gesellschaftlichen Erschütterungen und politischen Folgen. Zusammen mit den Skandalen um die Pentagon Papers und die Operation CHAOS war die Citizens’ Commission to Investigate the FBI Auslöser für die Gründung des Sonderausschusses des US-Senats zur Untersuchung des Regierungshandelns mit Bezug zu Aktivitäten der Nachrichtendienste 1975, dem sogenannten Church Committee.

„According to its analysis of the documents in this FBI office, 1 percent were devoted to organized crime, mostly gambling; 30 percent were "manuals, routine forms, and similar procedural matter"; 40 percent were devoted to political surveillance and the like, including two cases involving right-wing groups, ten concerning immigrants, and over 200 on left or liberal groups. Another 14 percent of the documents concerned draft resistance and "leaving the military without government permission." The remainder concerned bank robberies, murder, rape, and interstate theft.“

„Nach der Analyse dieser Dokumente zu diesem FBI Büro ergibt sich: 1% war mit organisiertem Verbrechen beschäftigt, größtenteils Glücksspiel; 30 % waren Handbücher, Prozeduren und anderes Organisatorisches; 40 % waren beschäftigt mit der politischen Überwachung und Ähnlichem: zwei Fällen von rechten Gruppen, zehn zu Immigranten und über 200 zu linken oder liberalen Gruppen. Weitere 14 % behandelten Widerstand gegenüber der Wehrpflicht und Fahnenflucht, der Rest bearbeitete Banküberfälle, Mord, Vergewaltigung und Diebstahl über Staatsgrenzen hinweg.“

Ein Dokumentarfilm namens 1971 wurde von Big Mouth Productions und Laura Poitras produziert. Im 2014 veröffentlichten Film sprachen Teilnehmer erstmals in der Öffentlichkeit über ihre Aktion.